# Setzsteig
Setzsteig ist ein bewohnter Gemeindeteil im Ortsteil Jeserigerhütten der Gemeinde Wiesenburg/Mark im Landkreis Potsdam-Mittelmark in Brandenburg.

## Geografische Lage
Die Siedlung liegt südwestlich des Gemeindezentrums und dort westlich der Bundesstraße 107, die in diesem Bereich in Nord-Süd-Richtung verläuft. Von ihr zweigt eine nach Westen hin die einzige Verbindung nach Setzsteig ab. Die Siedlung befindet sich in einem Waldgebiet und grenzt im Süden an Sachsen-Anhalt an. Nordwestlich liegt der weitere Gemeindeteil Spring, dazwischen das Naturschutzgebiet Flämingbuchen. Rund 300 Meter nördlich des ehemaligen Vorwerks befindet sich ein quadratisches Plateau mit einer Seitenlänge von 40 und 45 Metern, auf denen frühdeutsche Funde sichergestellt wurden.

## Geschichte und Etymologie
Setzsteig erschien erstmals indirekt durch einen Henrich sedstich, der 1338 in einer Urkunde in Treuenbrietzen aufgeführt wurde. Der Name leitet sich von einem „Steig der zur Ansiedlung führt“ ab und beschreibt die Tatsache, dass Setzsteig höher als die umliegenden Siedlungen lag. Die Siedlung an dem Dorfe Setstige war vor 1419/1420 vermutlich noch besetzt; der dritte Teil gehörte zu dieser Zeit Hans Kracht. Vor 1487 übernahmen die von Brandt von Lindau die zu diesem Zeitpunkt wüst gefallene Dorfstätte. Der Zehnt fiel im Jahr 1575 nach Wiesenburg. In Setzsteig gab es 1693 eine Teerhütte, die 1696 als Vorwerk ohne Namen in den Akten erschien.
Die Bewohner errichteten 1721/1724 eine Dorfkirche, die 1763 jedoch wieder eingefallen war. Das Vorwerk kam 1755 in den Besitz der von Trotta genannt Treyden, die es bereits 1765 an die von Watzdorf weitergaben. Unter ihrer Herrschaft gab es im Jahr 1777 Wohnhäuser, die an zehn Tagelöhner vermietet waren. In den Jahren 1829 und 1830 verklagte der Tagelöhner Andreas Neumann aus Setzsteig gemeinsam mit seiner unverheirateten Tochter den Dienstknecht Gottlieb Fleischer aus Dahnsdorf auf Zahlung von Unterhalt. Setzsteig bestand im Jahr 1837 aus 22 Wohnhäusern. Die Gemarkung war im Jahr 1858 insgesamt 7219 Morgen (Mg) groß: 37 Mg Gehöfte, 8 Mg Gartenland, 532 Mg Acker, 42 Mg Wiese und 6600 Mg Wald. Es gab ein Gut mit Abbau Forsthaus sowie ein öffentliches, 18 Wohn- und 29 Wirtschaftsgebäude, darunter eine Darre für Kiensamen. Die Siedlung Spring wurde 1885 als Wohnplatz der Siedlung geführt.
Zur Jahrhundertwende umfasste Setzsteig eine Fläche von 1821 Hektar mit 24 Wohnhäusern. Das Gut und die Siedlung wurden 1928 nach Wiesenburg eingemeindet und waren dort 1931 ein Wohnplatz, 1964 ein Ortsteil.
Das Gut wurde nach dem Zweiten Weltkrieg enteignet. Im Jahr 1973 gab es in Setzsteig eine Revierförsterei.

## Bevölkerungsentwicklung
| Jahr      | 1817 | 1837 | 1858 | 1871 | 1885 | 1895 | 1905 | 1925 |
| Einwohner | 91   | 105  | 112  | 114  | 85   | 82   | 55   | 53   |